# Bill Gates Sr.
William Henry Gates II (30 tháng 11 năm 1925 - 14 tháng 9 năm 2020), được biết đến với tên Bill Gates Sr., là một cố luật sư và nhà từ thiện người Mỹ và là tác giả của cuốn sách Showing Up for Life: Thoughts on the Gifts of a Lifetime. Ông là cha đẻ của tỷ phú Bill Gates, người đồng sáng lập Microsoft.

### Cuộc sống và giáo dục sớm
Gates Sr sinh ra ở Bremerton, Washington vào năm 1925, là con trai của Lillian Elizabeth Rice (1891 - 1966) và William Henry Gates Jr (1891 - 1969). Bản thân ông là con trai của William Henry Gates, một chủ cửa hàng nội thất và là nhà khai thác vàng trong Cơn sốt vàng Dawson năm 1898
Gates Sr đã phục vụ trong Quân đội Hoa Kỳ ba năm trong Thế chiến thứ hai. Sau đó, ông theo học tại Đại học Washington, lấy bằng Cử nhân năm 1949 và bằng Tiến sĩ Luật năm 1950. Khi ở UW ông từng là thành viên của hội huynh đệ Chi Pis

### Sự nghiệp
Gates là đồng sáng lập công ty luật Shidler McBroom & Gates vào năm 1964,công ty này sau này trở thành một phần của Preston Gates & Ellis LLP (PGE). 
1. ↑  "Bill Gates Fast Facts". CNN. ngày 2 tháng 3 năm 2018. Truy cập ngày 24 tháng 6 năm 2018.